# Antonio Cabello (ciclista)
Antonio Cabello (Córdoba, 5 de enero de 1990) es un ciclista español.
Debutó como profesional en la temporada 2010 en las filas del equipo Andalucía-CajaSur
A finales de julio de 2013 fichó por el modesto equipo japonés Team Ukyo, equipo creado por el expiloto de Fórmula 1 Ukyō Katayama. En 2014 recaló en las filas del conjunto Team Ecuador.

## Resultados en Grandes Vueltas
| Carrera | Carrera         | 2010 | 2011  | 2012 | 2013 | 2014 |
| ------- | --------------- | ---- | ----- | ---- | ---- | ---- |
|         | Giro de Italia  | —    | —     | —    | —    | —    |
|         | Tour de Francia | —    | —     | —    | —    | —    |
|         | Vuelta a España | —    | 165.º | —    | —    | —    |

—: no participa
Ab.: abandono

## Equipos
- Andalucía (2010-2011)
  - Andalucía-CajaSur (2010)
  - Andalucía Caja Granada (2011-2012)
- Team Ukyo (2013)
- Team Ecuador (2014)